# Nakhl-e Taqi
'Nakhl-e Taqī (farsi نخل تقی) è una città portuale nella circoscrizione di 'Asalūyeh, shahrestān di Kangan, nella provincia di Bushehr. Si trova poco a nord della città di 'Asalūyeh.